# 1379
Portal Geschichte | Portal Biografien | Aktuelle Ereignisse | Jahreskalender | Tagesartikel

◄ |
13. Jahrhundert |
14. Jahrhundert
| 15. Jahrhundert | ►

◄ |
1340er |
1350er |
1360er |
1370er
| 1380er | 1390er | 1400er | ►

◄◄ |
◄ |
1375 |
1376 |
1377 |
1378 |
1379
| 1380 | 1381 | 1382 | 1383 | ► | ►►
Staatsoberhäupter  · Nekrolog
| Januar | Januar | Januar | Januar | Januar | Januar | Januar | Januar |
| Kw     | Mo     | Di     | Mi     | Do     | Fr     | Sa     | So     |
| ------ | ------ | ------ | ------ | ------ | ------ | ------ | ------ |
| 52     |        |        |        |        |        | 1      | 2      |
| 1      | 3      | 4      | 5      | 6      | 7      | 8      | 9      |
| 2      | 10     | 11     | 12     | 13     | 14     | 15     | 16     |
| 3      | 17     | 18     | 19     | 20     | 21     | 22     | 23     |
| 4      | 24     | 25     | 26     | 27     | 28     | 29     | 30     |
| 5      | 31     |        |        |        |        |        |        |

| Februar | Februar | Februar | Februar | Februar | Februar | Februar | Februar |
| Kw      | Mo      | Di      | Mi      | Do      | Fr      | Sa      | So      |
| ------- | ------- | ------- | ------- | ------- | ------- | ------- | ------- |
| 5       |         | 1       | 2       | 3       | 4       | 5       | 6       |
| 6       | 7       | 8       | 9       | 10      | 11      | 12      | 13      |
| 7       | 14      | 15      | 16      | 17      | 18      | 19      | 20      |
| 8       | 21      | 22      | 23      | 24      | 25      | 26      | 27      |
| 9       | 28      |         |         |         |         |         |         |

| März | März | März | März | März | März | März | März |
| Kw   | Mo   | Di   | Mi   | Do   | Fr   | Sa   | So   |
| ---- | ---- | ---- | ---- | ---- | ---- | ---- | ---- |
| 9    |      | 1    | 2    | 3    | 4    | 5    | 6    |
| 10   | 7    | 8    | 9    | 10   | 11   | 12   | 13   |
| 11   | 14   | 15   | 16   | 17   | 18   | 19   | 20   |
| 12   | 21   | 22   | 23   | 24   | 25   | 26   | 27   |
| 13   | 28   | 29   | 30   | 31   |      |      |      |

| April | April | April | April | April | April | April | April |
| Kw    | Mo    | Di    | Mi    | Do    | Fr    | Sa    | So    |
| ----- | ----- | ----- | ----- | ----- | ----- | ----- | ----- |
| 13    |       |       |       |       | 1     | 2     | 3     |
| 14    | 4     | 5     | 6     | 7     | 8     | 9     | 10    |
| 15    | 11    | 12    | 13    | 14    | 15    | 16    | 17    |
| 16    | 18    | 19    | 20    | 21    | 22    | 23    | 24    |
| 17    | 25    | 26    | 27    | 28    | 29    | 30    |       |

| Mai | Mai | Mai | Mai | Mai | Mai | Mai | Mai |
| Kw  | Mo  | Di  | Mi  | Do  | Fr  | Sa  | So  |
| --- | --- | --- | --- | --- | --- | --- | --- |
| 17  |     |     |     |     |     |     | 1   |
| 18  | 2   | 3   | 4   | 5   | 6   | 7   | 8   |
| 19  | 9   | 10  | 11  | 12  | 13  | 14  | 15  |
| 20  | 16  | 17  | 18  | 19  | 20  | 21  | 22  |
| 21  | 23  | 24  | 25  | 26  | 27  | 28  | 29  |
| 22  | 30  | 31  |     |     |     |     |     |

| Juni | Juni | Juni | Juni | Juni | Juni | Juni | Juni |
| Kw   | Mo   | Di   | Mi   | Do   | Fr   | Sa   | So   |
| ---- | ---- | ---- | ---- | ---- | ---- | ---- | ---- |
| 22   |      |      | 1    | 2    | 3    | 4    | 5    |
| 23   | 6    | 7    | 8    | 9    | 10   | 11   | 12   |
| 24   | 13   | 14   | 15   | 16   | 17   | 18   | 19   |
| 25   | 20   | 21   | 22   | 23   | 24   | 25   | 26   |
| 26   | 27   | 28   | 29   | 30   |      |      |      |

| Juli | Juli | Juli | Juli | Juli | Juli | Juli | Juli |
| Kw   | Mo   | Di   | Mi   | Do   | Fr   | Sa   | So   |
| ---- | ---- | ---- | ---- | ---- | ---- | ---- | ---- |
| 26   |      |      |      |      | 1    | 2    | 3    |
| 27   | 4    | 5    | 6    | 7    | 8    | 9    | 10   |
| 28   | 11   | 12   | 13   | 14   | 15   | 16   | 17   |
| 29   | 18   | 19   | 20   | 21   | 22   | 23   | 24   |
| 30   | 25   | 26   | 27   | 28   | 29   | 30   | 31   |

| August | August | August | August | August | August | August | August |
| Kw     | Mo     | Di     | Mi     | Do     | Fr     | Sa     | So     |
| ------ | ------ | ------ | ------ | ------ | ------ | ------ | ------ |
| 31     | 1      | 2      | 3      | 4      | 5      | 6      | 7      |
| 32     | 8      | 9      | 10     | 11     | 12     | 13     | 14     |
| 33     | 15     | 16     | 17     | 18     | 19     | 20     | 21     |
| 34     | 22     | 23     | 24     | 25     | 26     | 27     | 28     |
| 35     | 29     | 30     | 31     |        |        |        |        |

| September | September | September | September | September | September | September | September |
| Kw        | Mo        | Di        | Mi        | Do        | Fr        | Sa        | So        |
| --------- | --------- | --------- | --------- | --------- | --------- | --------- | --------- |
| 35        |           |           |           | 1         | 2         | 3         | 4         |
| 36        | 5         | 6         | 7         | 8         | 9         | 10        | 11        |
| 37        | 12        | 13        | 14        | 15        | 16        | 17        | 18        |
| 38        | 19        | 20        | 21        | 22        | 23        | 24        | 25        |
| 39        | 26        | 27        | 28        | 29        | 30        |           |           |

| Oktober | Oktober | Oktober | Oktober | Oktober | Oktober | Oktober | Oktober |
| Kw      | Mo      | Di      | Mi      | Do      | Fr      | Sa      | So      |
| ------- | ------- | ------- | ------- | ------- | ------- | ------- | ------- |
| 39      |         |         |         |         |         | 1       | 2       |
| 40      | 3       | 4       | 5       | 6       | 7       | 8       | 9       |
| 41      | 10      | 11      | 12      | 13      | 14      | 15      | 16      |
| 42      | 17      | 18      | 19      | 20      | 21      | 22      | 23      |
| 43      | 24      | 25      | 26      | 27      | 28      | 29      | 30      |
| 44      | 31      |         |         |         |         |         |         |

| November | November | November | November | November | November | November | November |
| Kw       | Mo       | Di       | Mi       | Do       | Fr       | Sa       | So       |
| -------- | -------- | -------- | -------- | -------- | -------- | -------- | -------- |
| 44       |          | 1        | 2        | 3        | 4        | 5        | 6        |
| 45       | 7        | 8        | 9        | 10       | 11       | 12       | 13       |
| 46       | 14       | 15       | 16       | 17       | 18       | 19       | 20       |
| 47       | 21       | 22       | 23       | 24       | 25       | 26       | 27       |
| 48       | 28       | 29       | 30       |          |          |          |          |

| Dezember | Dezember | Dezember | Dezember | Dezember | Dezember | Dezember | Dezember |
| Kw       | Mo       | Di       | Mi       | Do       | Fr       | Sa       | So       |
| -------- | -------- | -------- | -------- | -------- | -------- | -------- | -------- |
| 48       |          |          |          | 1        | 2        | 3        | 4        |
| 49       | 5        | 6        | 7        | 8        | 9        | 10       | 11       |
| 50       | 12       | 13       | 14       | 15       | 16       | 17       | 18       |
| 51       | 19       | 20       | 21       | 22       | 23       | 24       | 25       |
| 52       | 26       | 27       | 28       | 29       | 30       | 31       |          |

| Januar | Januar | Januar | Januar | Januar | Januar | Januar | Januar |
| Kw     | Mo     | Di     | Mi     | Do     | Fr     | Sa     | So     |
| ------ | ------ | ------ | ------ | ------ | ------ | ------ | ------ |
| 52     |        |        |        |        |        | 1      | 2      |
| 1      | 3      | 4      | 5      | 6      | 7      | 8      | 9      |
| 2      | 10     | 11     | 12     | 13     | 14     | 15     | 16     |
| 3      | 17     | 18     | 19     | 20     | 21     | 22     | 23     |
| 4      | 24     | 25     | 26     | 27     | 28     | 29     | 30     |
| 5      | 31     |        |        |        |        |        |        |

| Februar | Februar | Februar | Februar | Februar | Februar | Februar | Februar |
| Kw      | Mo      | Di      | Mi      | Do      | Fr      | Sa      | So      |
| ------- | ------- | ------- | ------- | ------- | ------- | ------- | ------- |
| 5       |         | 1       | 2       | 3       | 4       | 5       | 6       |
| 6       | 7       | 8       | 9       | 10      | 11      | 12      | 13      |
| 7       | 14      | 15      | 16      | 17      | 18      | 19      | 20      |
| 8       | 21      | 22      | 23      | 24      | 25      | 26      | 27      |
| 9       | 28      |         |         |         |         |         |         |

| März | März | März | März | März | März | März | März |
| Kw   | Mo   | Di   | Mi   | Do   | Fr   | Sa   | So   |
| ---- | ---- | ---- | ---- | ---- | ---- | ---- | ---- |
| 9    |      | 1    | 2    | 3    | 4    | 5    | 6    |
| 10   | 7    | 8    | 9    | 10   | 11   | 12   | 13   |
| 11   | 14   | 15   | 16   | 17   | 18   | 19   | 20   |
| 12   | 21   | 22   | 23   | 24   | 25   | 26   | 27   |
| 13   | 28   | 29   | 30   | 31   |      |      |      |

| April | April | April | April | April | April | April | April |
| Kw    | Mo    | Di    | Mi    | Do    | Fr    | Sa    | So    |
| ----- | ----- | ----- | ----- | ----- | ----- | ----- | ----- |
| 13    |       |       |       |       | 1     | 2     | 3     |
| 14    | 4     | 5     | 6     | 7     | 8     | 9     | 10    |
| 15    | 11    | 12    | 13    | 14    | 15    | 16    | 17    |
| 16    | 18    | 19    | 20    | 21    | 22    | 23    | 24    |
| 17    | 25    | 26    | 27    | 28    | 29    | 30    |       |

| Mai | Mai | Mai | Mai | Mai | Mai | Mai | Mai |
| Kw  | Mo  | Di  | Mi  | Do  | Fr  | Sa  | So  |
| --- | --- | --- | --- | --- | --- | --- | --- |
| 17  |     |     |     |     |     |     | 1   |
| 18  | 2   | 3   | 4   | 5   | 6   | 7   | 8   |
| 19  | 9   | 10  | 11  | 12  | 13  | 14  | 15  |
| 20  | 16  | 17  | 18  | 19  | 20  | 21  | 22  |
| 21  | 23  | 24  | 25  | 26  | 27  | 28  | 29  |
| 22  | 30  | 31  |     |     |     |     |     |

| Juni | Juni | Juni | Juni | Juni | Juni | Juni | Juni |
| Kw   | Mo   | Di   | Mi   | Do   | Fr   | Sa   | So   |
| ---- | ---- | ---- | ---- | ---- | ---- | ---- | ---- |
| 22   |      |      | 1    | 2    | 3    | 4    | 5    |
| 23   | 6    | 7    | 8    | 9    | 10   | 11   | 12   |
| 24   | 13   | 14   | 15   | 16   | 17   | 18   | 19   |
| 25   | 20   | 21   | 22   | 23   | 24   | 25   | 26   |
| 26   | 27   | 28   | 29   | 30   |      |      |      |

| Juli | Juli | Juli | Juli | Juli | Juli | Juli | Juli |
| Kw   | Mo   | Di   | Mi   | Do   | Fr   | Sa   | So   |
| ---- | ---- | ---- | ---- | ---- | ---- | ---- | ---- |
| 26   |      |      |      |      | 1    | 2    | 3    |
| 27   | 4    | 5    | 6    | 7    | 8    | 9    | 10   |
| 28   | 11   | 12   | 13   | 14   | 15   | 16   | 17   |
| 29   | 18   | 19   | 20   | 21   | 22   | 23   | 24   |
| 30   | 25   | 26   | 27   | 28   | 29   | 30   | 31   |

| August | August | August | August | August | August | August | August |
| Kw     | Mo     | Di     | Mi     | Do     | Fr     | Sa     | So     |
| ------ | ------ | ------ | ------ | ------ | ------ | ------ | ------ |
| 31     | 1      | 2      | 3      | 4      | 5      | 6      | 7      |
| 32     | 8      | 9      | 10     | 11     | 12     | 13     | 14     |
| 33     | 15     | 16     | 17     | 18     | 19     | 20     | 21     |
| 34     | 22     | 23     | 24     | 25     | 26     | 27     | 28     |
| 35     | 29     | 30     | 31     |        |        |        |        |

| September | September | September | September | September | September | September | September |
| Kw        | Mo        | Di        | Mi        | Do        | Fr        | Sa        | So        |
| --------- | --------- | --------- | --------- | --------- | --------- | --------- | --------- |
| 35        |           |           |           | 1         | 2         | 3         | 4         |
| 36        | 5         | 6         | 7         | 8         | 9         | 10        | 11        |
| 37        | 12        | 13        | 14        | 15        | 16        | 17        | 18        |
| 38        | 19        | 20        | 21        | 22        | 23        | 24        | 25        |
| 39        | 26        | 27        | 28        | 29        | 30        |           |           |

| Oktober | Oktober | Oktober | Oktober | Oktober | Oktober | Oktober | Oktober |
| Kw      | Mo      | Di      | Mi      | Do      | Fr      | Sa      | So      |
| ------- | ------- | ------- | ------- | ------- | ------- | ------- | ------- |
| 39      |         |         |         |         |         | 1       | 2       |
| 40      | 3       | 4       | 5       | 6       | 7       | 8       | 9       |
| 41      | 10      | 11      | 12      | 13      | 14      | 15      | 16      |
| 42      | 17      | 18      | 19      | 20      | 21      | 22      | 23      |
| 43      | 24      | 25      | 26      | 27      | 28      | 29      | 30      |
| 44      | 31      |         |         |         |         |         |         |

| November | November | November | November | November | November | November | November |
| Kw       | Mo       | Di       | Mi       | Do       | Fr       | Sa       | So       |
| -------- | -------- | -------- | -------- | -------- | -------- | -------- | -------- |
| 44       |          | 1        | 2        | 3        | 4        | 5        | 6        |
| 45       | 7        | 8        | 9        | 10       | 11       | 12       | 13       |
| 46       | 14       | 15       | 16       | 17       | 18       | 19       | 20       |
| 47       | 21       | 22       | 23       | 24       | 25       | 26       | 27       |
| 48       | 28       | 29       | 30       |          |          |          |          |

| Dezember | Dezember | Dezember | Dezember | Dezember | Dezember | Dezember | Dezember |
| Kw       | Mo       | Di       | Mi       | Do       | Fr       | Sa       | So       |
| -------- | -------- | -------- | -------- | -------- | -------- | -------- | -------- |
| 48       |          |          |          | 1        | 2        | 3        | 4        |
| 49       | 5        | 6        | 7        | 8        | 9        | 10       | 11       |
| 50       | 12       | 13       | 14       | 15       | 16       | 17       | 18       |
| 51       | 19       | 20       | 21       | 22       | 23       | 24       | 25       |
| 52       | 26       | 27       | 28       | 29       | 30       | 31       |          |

## Ereignisse

### Politik und Weltgeschehen

#### Chioggia-Krieg
- Im Frühjahr legen die genuesische Flotte im Chioggia-Krieg die venezianischen Städte Grado und Caorle in Schutt und Asche und taucht schließlich vor Pola auf. Der venezianische Admiral Vettor Pisani ist sich seiner zahlenmäßigen Unterlegenheit bewusst und will nicht auslaufen, doch die Kapitäne seiner Schiffe drängen ihn dazu, der genuesischen Unverfrorenheit mit einem Angriff zu begegnen.
- 7. Mai: Die Seeschlacht bei Pola entscheiden die Genueser unter der Führung von Luciano und Ambrogio Doria nach anfänglichen Erfolgen der Venezianer für sich. Die venezianischen Verluste belaufen sich auf 700 Tote und 2400 Gefangene, von denen 800 nach der Schlacht umgebracht werden. 15 venezianische Galeeren fallen den Genuesen ebenfalls in die Hände. Pisani bringt nur sieben Galeeren nach Venedig zurück. Die Signoria verurteilt ihn deswegen zu sechs Monaten Gefängnis und verbannt ihn für fünf Jahre von allen öffentlichen Ämtern. Auch Michele Steno, der am lautesten für einen Angriff votiert hat, wird aus seinen Ämtern entfernt.
- Im Juli erscheint die genuesische Flotte vor Venedig und beginnt im August mit einem Angriff auf die Stadt. Pietro Doria gelingt im Häuserkampf die Eroberung des venezianischen Seehafens Chioggia. Ein Friedensangebot Venedigs wird von Genua abgelehnt. Vettor Pisani wird daraufhin vom venezianischen Dogen Andrea Contarini aus dem Gefängnis geholt und neuerlich mit dem Kommando betraut.
- 22. Dezember: Durch Versenkung von Hindernissen gelingt es in der Nacht einer kleinen venezianischen Einheit, die genuesische Flotte im Hafen von Chioggia zu blockieren, und das venezianische Heer beginnt die Belagerung der Stadt von der Landseite.

#### Heiliges Römisches Reich
- 25. September: Die ohne äußeren Zwang im Zisterzienserstift Neuberg bei Neuberg an der Mürz beschlossene Teilung der österreichischen Erblande unter Albrecht III. und Leopold III. dem Gerechten durch den Vertrag von Neuberg widerspricht der Rudolfinischen Hausordnung von 1364 und führt zu einem Machtverlust der Habsburger. Die Albertinische Linie behält Österreich ob und nid der Enns, jedoch ohne die Grafschaft Pitten mit Wiener Neustadt, die zur Steiermark gehört. Die Leopoldinische Linie erhält die Steiermark, Kärnten,  Tirol und die Vorlande sowie Krain mit der Windischen Mark, Inneristrien und die Neuerwerbungen an der Adria (das spätere Küstenland). An den Titeln beider Regenten ändert sich nichts, die gegenseitigen Erbansprüche sowie das Vorkaufsrecht werden beibehalten. Die Teilung wird erst mehr als 110 Jahre später enden.
- 17. Oktober: In Wiesbaden wird die Adelsgesellschaft Löwenbund gegründet. Die Anhänger des Gegenpapstes Clemens VII. verpflichten sich, einander Schutz sowie Beistand gegen Angriffe von Außenstehenden zu gewähren.
- In Frankfurt am Main findet ein Reichstag statt.

#### Westeuropa
- 29. Mai: Johann I. wird nach dem Tod seines Vaters Heinrich II. König von Kastilien und León.

#### Stadtrechte und urkundliche Ersterwähnungen
- Der im Vorjahr nach dem Tod seines Gründers Kaiser Karl IV. aufgelöste elsässische Zehnstädtebund wird wiedergegründet.
- Nordhorn und Spremberg erhalten Stadtrechte.

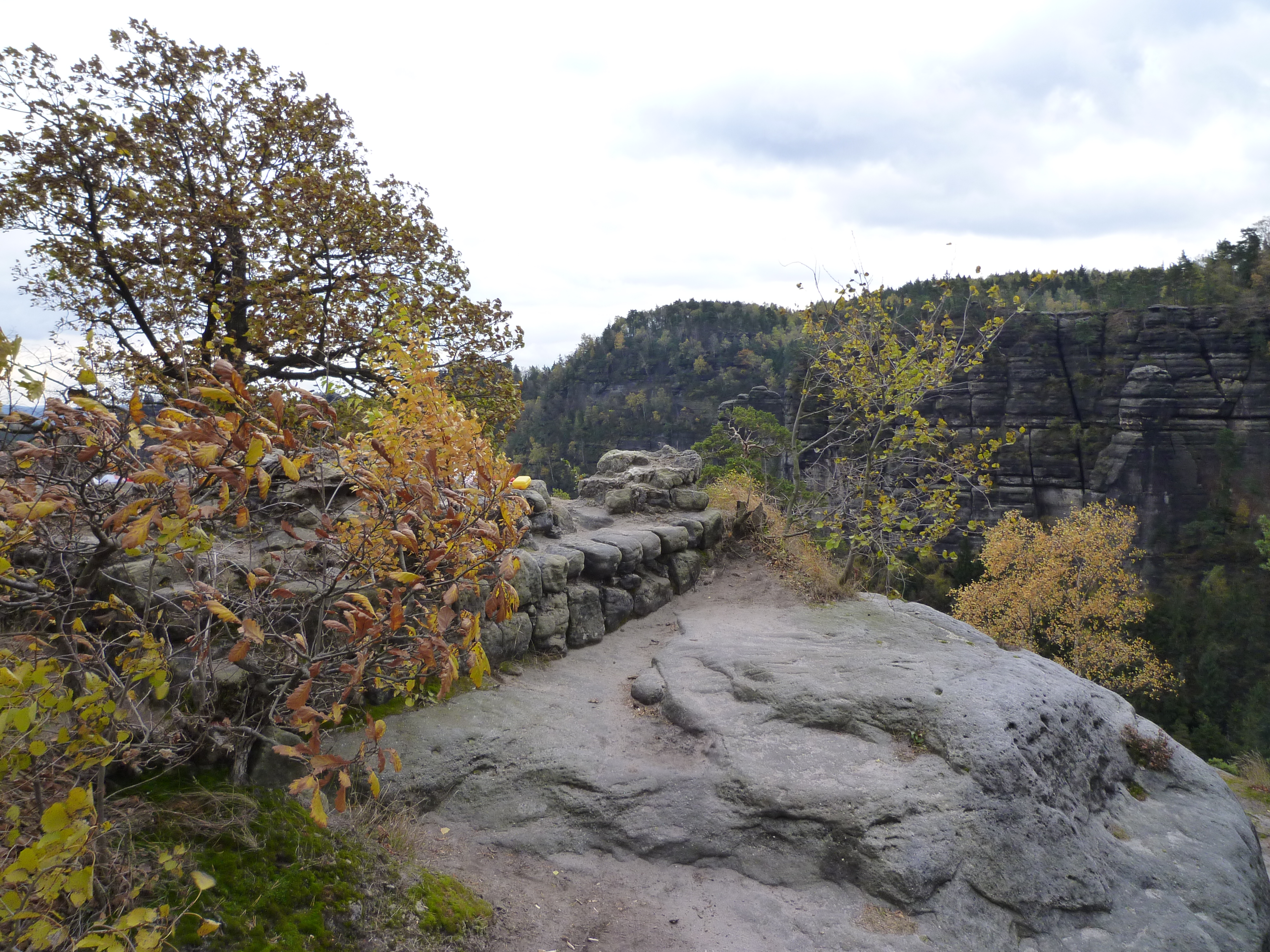
Fundamentreste der Felsenburg auf dem Winterstein

- Der Winterstein wird erstmals urkundlich erwähnt.
- Eschenbach und Rauenberg werden erstmals urkundlich erwähnt.

### Wirtschaft
- Norddeutsche Hansestädte begründen den Wendischen Münzverein zum Zweck einheitlicher Münzregelungen. Die daran beteiligten Städte sind hauptsächlich Lübeck, Hamburg, Wismar und Lüneburg.

### Wissenschaft und Technik

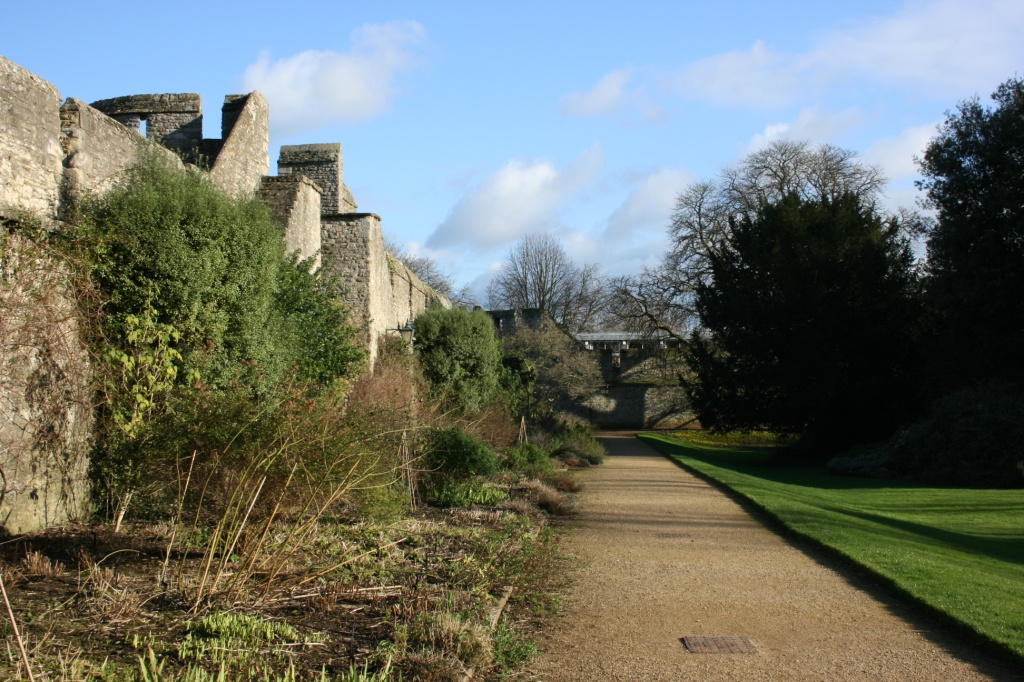
New College, Garten

- William von Wykeham, der Bischof von Winchester, gründet das College of St Mary der Universität Oxford.

### Gesellschaft
- 2. September: Mitglieder der städtischen Oberschicht in Lübeck gründen die Gesellschaft der heiligen Dreifaltigkeit zu Lübeck.
- 17. Oktober: 17 Grafen, Ritter und Edelknechte gründen in Wiesbaden vorläufig auf drei Jahre befristet eine Adelsgesellschaft, den Löwenbund. Die Mitglieder sind Anhänger des Gegenpapstes Clemens VII. und verpflichten sich, einander Schutz sowie Beistand gegen Angriffe von Außenstehenden zu gewähren.

## Historische Karten und Ansichten

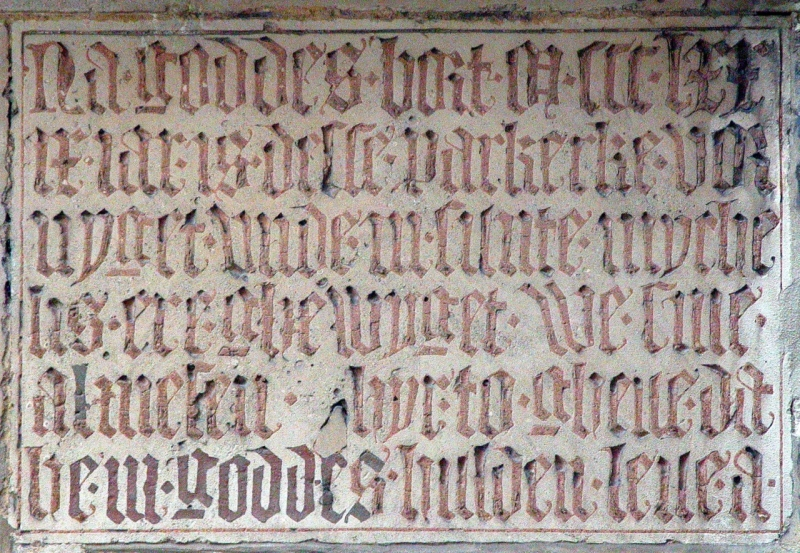
Braunschweig: Michaeliskirche: Weiheinschrift von 1379

## Geboren

### Geburtsdatum gesichert
- 4. Oktober: Heinrich III., König von Kastilien und León († 1406)

### Genaues Geburtsdatum unbekannt
- Jolanthe von Aragón, Herzogin von Anjou († 1442)
- Joan Beaufort, englische Adelige († 1440)
- Leonhard zu Castell, Graf von Castell († 1426)
- Joan Devereux, englische Adelige († 1409)
- Friedrich II., Graf von Cilli und Ortenburg, Reichsfürst und erblicher Ban von Slawonien († 1454)
- Jamyang Chöje, Person des tibetischen Buddhismus († 1449)
- Îbnî Kurdî, kurdischer Arzt (gest. 1439)
- Henman Offenburg, Kaufmann, Politiker, Diplomat und Chronist in Basel († 1458)
- Zawisza Czarny, polnischer Ritter († 1428)

## Gestorben

### Todesdatum gesichert

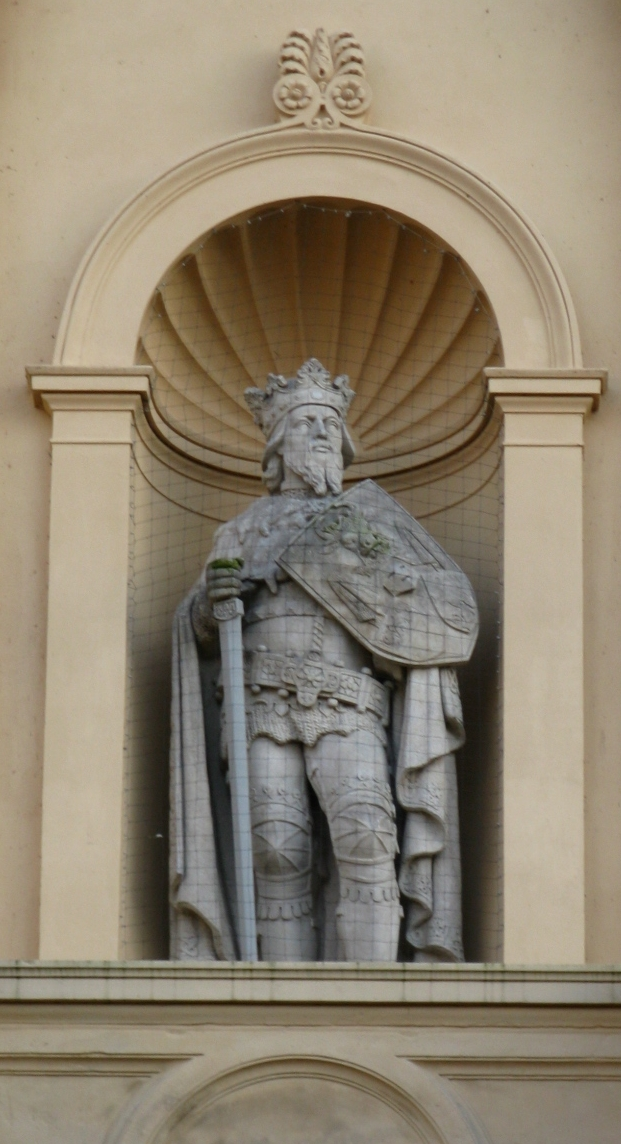
Statue Albrechts II. am Schweriner Schloss

- 18. Februar: Albrecht II., Herzog von Mecklenburg (* 1318)
- 31. März: Georg von Wildenstein, Abt des Klosters St. Gallen
- 29. Mai: Heinrich II., König von Kastilien und León (* 1334)
- 25. Juli: Gottfried von der Linde, Marschall des Deutschen Ordens
- 29. September: Eberhard von Brandis, Abt von Reichenau
- 15. November: Otto V., Herzog von Bayern, Markgraf und Kurfürst von Brandenburg (* 1346)
- 15. Dezember: John Arundel, englischer Militär

### Genaues Todesdatum unbekannt
- vor dem 10. März: Agnes von Montfort-Feldkirch, süddeutsche Adelige (* um 1330)
- vor dem 4. Mai: Isabella de Coucy, englische Prinzessin (* 1332)
- Andrea di Bonaiuto, Florentiner Maler
- Anna von Schlüsselberg, Äbtissin des Klosters Schlüsselau
- Otto III. von Bentheim, Graf von Bentheim (* 1327)
- Heinrich von Nördlingen, Seelsorger, Prediger und Mystiker (* um 1310)
- John of Bridlington, englischer Heiliger (* um 1320)
- Everhard Rubenow, Bürgermeister von Greifswald